# I. Samsi-Adad
I. Samsi-Adad (a rövid kronológia szerint i. e. 1749 – i. e. 1717, a középső kronológia szerint i. e. 1813 – i. e. 1781 uralkodott) az óasszír kor első jelentős uralkodója - sarru, azaz király - volt, ellentétben a korábbi iššiak Aššur, azaz Assur szolgálója címmel. Uralkodási ideje a Puzur-Istár limmu idején bekövetkező napfogyatkozás alapján valószínűleg sem a rövid, sem a középső kronológiával nem egyeztethető össze, a limmu listája alapján i. e. 1846/45 – i. e. 1787/86 között regnált.

## Ifjúkora
Származását tekintve amurrú volt a jaminiak törzsszövetségéből, apját az asszír királylista és a limmu-listák közlése alapján Ila-kabkabinak hívták, aki nomád sejkként talán Tirka uralkodója lehetett. Származása azonban még vitatott, a szíriai, Dijála-völgyi és dél-mezopotámiai szülőhely mellett egyaránt vannak érvek. A trónt akkor vette át, amikor az esnunnai II. Ipík-Adad sikereinek csúcsán legyőzte Elámot.
Az asszír Narám-Szín idején Karduniasba (azaz Babilon) ment, Szín-muballit – Hammurapi apja – udvarába. Ibni-Adad – limmu, azaz évnévadó tisztviselő Assurban – évében elfoglalta Ékallatumot. Három év múlva, Atamar-Istár évében Ékallatumból kiindulva Assurba ment és letaszította trónjáról Narám-Szín fiát, II. Érisumot. Részleteket nem tudunk, talán a szíriai Katna támogatását élvezte, mivel felesége katnai volt és Katna szövetségeseket keresett Jamhad állam ellen, amely ekkor Márinak, Samsi-Adad ellenségének a szövetségese volt.

## Uralkodása
Assur trónjának megszerzése után elfoglalta Márit, ahol ekkor már Szumu-jamam uralkodott, kiirtotta az ő családját kiirtó Jahdun-Lim családját – csak egyik fiának, Zimrí-Limnek sikerült Jamhad fővárosába, Halapba menekülnie apósához, I. Jarimlímhez.
Samsi-Adad fővárosát nem Assurban, hanem Subat-Enlilben (Tell-Leilán) rendezte be. Uralkodása alatt nomád törzsi királyként uralkodott, nem vezetett be egységes adminisztrációt. Állama így igazából nem is tekinthető birodalomnak. Két fiát a birodalom két fontos városába helyezte kormányzónak. Az idősebb, rátermettebb Ismé-Dagan a keleti Ékallatum, a fiatalabb és az élet örömeinek élő Jaszmah-Adad pedig az uralkodása alatt meghódított délnyugati Mári palotájában rendezkedett be. Máriban számos ékírásos agyagdokumentum maradt ránk, amelyekben Samsi-Adad és Ismé-Dagan korholja Jaszmah-Adadot életvitele és politikai baklövései miatt (például nem volt hajlandó fogadni a neki küldött feleséget).
Samsi-Adad 33 évig ült az asszír trónon. Uralkodása idején nagy valószínűséggel még a Hammurapi által vezetett Babilónia is a vazallusa volt. A Földközi-tenger partvidékét ugyan nem tartotta ellenőrzése alatt, de egy felirata szerint eljutott odáig. A legnagyobb problémát a király számára a keleti határt háborgató Elám jelentette, ami Esnunna városával szövetkezett a harcban. A limmu-listák 8. táblája az i. e. 1793/92. évben véget ér, illetve a kolofón adata olvashatatlan. Valószínűleg i. e. 1787-ben halt meg.
I. Samsi-Adad halála után Ismé-Dagan örökölte meg a trónt, aki még negyven évig uralkodott az asszír királylista szerint, ám minden igyekezete ellenére Asszíria vazallusi sorba süllyedt a keleti támadásoknak és Hammurapi tevékenységének köszönhetően. Jaszmah-Adad nem volt ilyen szerencsés: hamarosan visszaszerezte Márit az elűzött Zimrí-Lim, aki addig apósánál, Jamhad királyánál, I. Jarimlímnél keresett menedéket.